# Udine
Udine (en llatí Utinum, en furlà Udin, en eslovè Videm, en alemany Weiden) és una ciutat de 96.678 habitants, capital històrica de la regió geogràfica del Friül, a Itàlia, entre els Alps i el mar Adriàtic, a 20 km de la frontera eslovena. Està integrada en la regió autònoma del Friül-Venècia Júlia, i dins la província d'Udine. Limita amb els municipis de Campoformido, Martignacco, Pagnacco, Pasian di Prato, Pavia di Udine, Povoletto, Pozzuolo del Friuli, Pradamano, Reana del Rojale, Remanzacco i Tavagnacco.

## Idiomes
A la ciutat s'hi parla italià i friülà, furlà o friülès (totes tres denominacions són sinònimes).

## Història
Els orígens d'Udine, centre principal del Friül, són incerts; fou fundat el 883 per l'emperador Otó II, durant l'alta Edat Mitjana va ser solament un dels nombrosos castells de la regió, fins que el 1238 es va convertir en seu patriarcal de Patriarcat d'Aquileia; a principis del segle següent va ser protagonista de lluites contra Gorizia i Treviso, en el segle xv va passar als venecians i va romandre així fins a finals del segle xviii, que va ser ocupada pels francesos, després pels austríacs i finalment va passar al Regne d'Itàlia el 1866.

## Cultura
A Udine es troba la Universitat 'Università degli studi di Udine'. El palau arquebisbal i el Museu Cívic tenen importants pintures. La ciutat, a més, té un teatre, el Teatro Nuovo Giovanni da Udine.
S'hi celebren importants festivals, inclòs el Festival Vi i Menjar, al setembre, Friuli D.O.C., i el festival europeu més gran de cinema popular de l'est d'Àsia, a l'abril.

## Economia
Udine és important pel comerç, hi ha diversos centres comercials. Així mateix, hi ha indústries mecàniques i de ferro.

## Esports
L'equip de futbol local es diu Udinese Calcio, i va ser fundat el 1896. Actualment, juga a la màxima divisió del futbol italià (Sèrie A).

## Administració
| Període   | Identitat      | Partit           |
| --------- | -------------- | ---------------- |
| 2003-2008 | Sergio Cecotti | Lliga Nord Friül |
| 2008-     | Furio Honsell  | Llista cívica    |

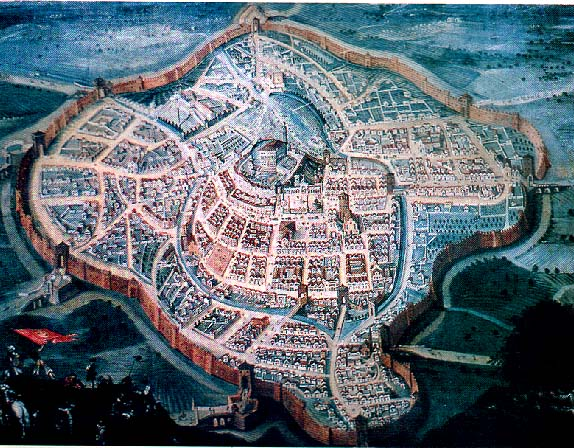
Vell mapa
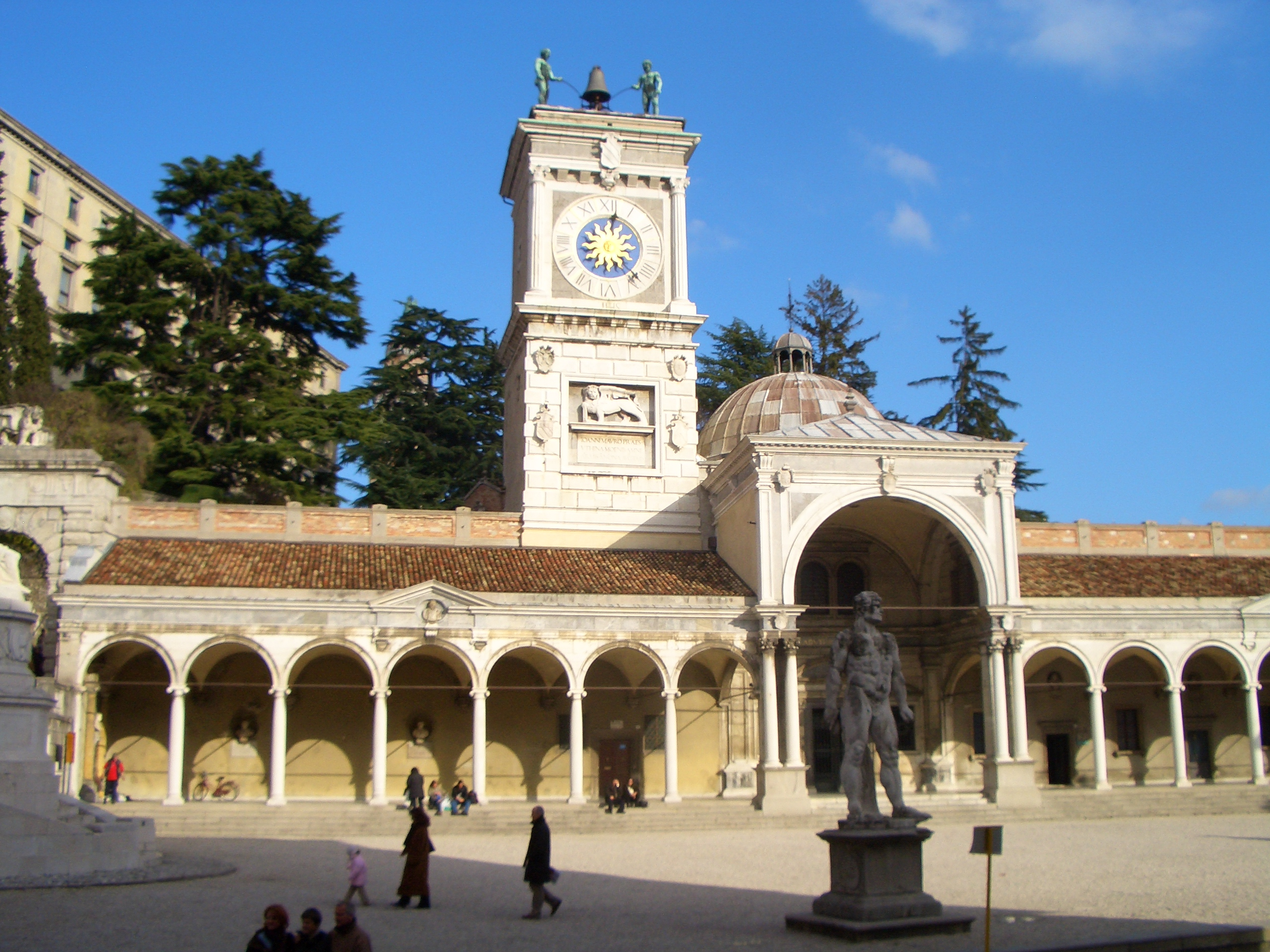
Piazza Libertà
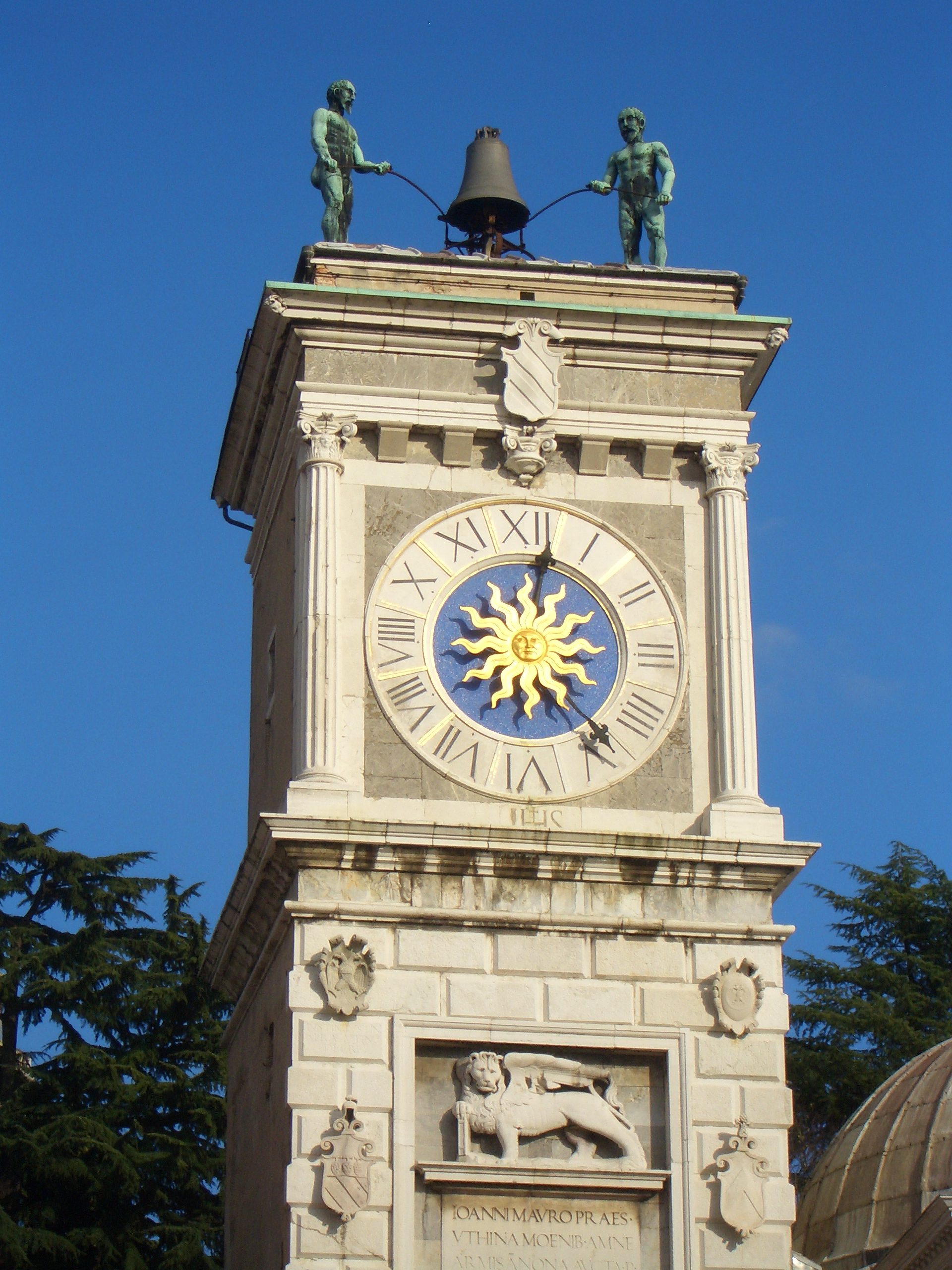
Udine des de la torre